# Кайус, Джон

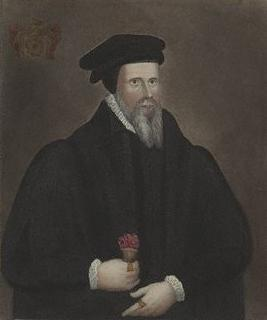

Джон Кайус (6 октября 1510, Норидж — 29 июля 1573, Лондон) — английский врач, стоявший у истоков колледжа Гонвиля и Кайуса в составе Кембриджского университета.

## Биография

### Ранние годы
Родился в Норидже 6 октября 1510 года, учился в Нориджской школе, после окончании которой поступил в качестве студента в тогдашний Гонвилл-Холл (Кембридж) 1529 году, где изучал главным образом богословие. После его окончания в 1533 году посетил Италию, где прошёл обучение у знаменитых Монтанои Везалия в Падуе, а в 1541 году получил степень по физике в Падуанском университете. В 1543 году побывал в нескольких регионах Италии, Германии и Франции, после чего вернулся в Англию.

### Карьера
Работал врачом в Лондоне в 1547 году и стал членом Коллегии врачей, будучи затем в течение многих лет её президентом. В 1557 году, являясь тогда врачом королевы Марии, расширил территорию своего старого колледжа, изменив его название с Гонвиль-Холл на Колледж Гонвиля и Кайуса, и наделил его новыми территориями, добавив двор стоимостью 1834 фунта стерлингов.
Возглавил колледж 24 января 1559 года в связи со смертью доктора Томаса Бэконаи занимал эту должность примерно месяц до своей собственной смерти. Был врачом короля Эдуарда VI, королевы Марии и королевы Елизаветы, но отстранён от данной должности в 1568 году по причине его приверженности к римско-католической вере. Вернулся в Кембридж из Лондона на несколько дней в июне 1573 года, примерно за месяц до своей смерти, и подал в отставку с поста главы колледжа в пользу доктора Томаса Легге, преподавателя из колледжа Иисуса. Умер в своём лондонском доме в Госпитале Святого Варфоломея 29 июля 1573 года, но его тело привели в Кембридж и похоронили в часовне под памятником, который он сам спроектировал.

### Вклад
Доктор Кайус остался в истории как образованный, активный и доброжелательный человек. В 1557 году он построил Собор Святого Павла в память о Томасе Линакре. В 1564 году получил грант, дающий колледжу право ежегодно принимать тела двух злоумышленников для вскрытия, в связи с чем является значимым первооткрывателем в развитии анатомии.
Доктор Кайус являлся естествоиспытателем, предпочитающим делать собственные выводы, чем полагаться на общепринятые мнения. Готов совершать поездки по стране, чтобы увидеть и сделать записи о редких животных. Его можно было бы рассматривать как первооткрывателя зоологии, в то время не выделяемой в качестве отдельной науки.
Переписывался со швейцарским натуралистом Конрадом Геснером, с которым он подружился, возвращаясь из Падуи. Кайус написал исследование британских собак, которое отправил Геснеру в качестве дополнения (не используется) к Historiae Animalium, а также направил ему рисунки собак, которые напечатаны в более поздних изданиях работ Геснера.
Его последнее литературное произведение — История Кембриджского университета (Historia Cantabrigiensis Academiae (Лондон, 1574)).